# The Blue Notebooks
The Blue Notebooks (с англ. — «Синие тетради») — второй студийный альбом британского музыканта, неоклассического продюсера и композитора Макса Рихтера. Альбом был задуман в 2003 году и выпущен 26 февраля 2004 года на 130701, импринте FatCat Records. Это альбом протеста против вторжения США и их союзников в Ирак в 2003 году и насилия в целом.
После успеха альбома Vivaldi Recomposed, выпущенного в 2012 году на лейбле Deutsche Grammophon, Рихтер подписал многие из своих предыдущих записей на DG, включая The Blue Notebooks, который был переиздан 29 апреля 2014 года.
Альбом получил положительные отзывы критиков. 11 мая 2018 года DG выпустила двухдисковое юбилейное издание The Blue Notebooks, включающее перезаписи, альтернативные аранжировки и ремиксы от электронных музыкантов Jlin и Konx-Om-Pax.

## История
Рихтер написал альбом The Blue Notebooks в преддверии вторжения США и их союзников в Ирак в 2003 году. Он описывал его как «альбом протеста против Ирака, размышление о насилии — как о насилии, которое я лично пережил вокруг себя в детстве, так и о насилии войны, о полной бесполезности стольких вооружённых конфликтов». Альбом был записан примерно через неделю после массовых протестов против войны, прошедших 15 февраля 2003 года.
В альбом вошли отрывки из «Голубых тетрадей» Франца Кафки и «Гимна жемчужины» и «Недостижимой земли» Чеслава Милоша. Оба отрывка читает британская актриса Тильда Суинтон.

## Отзывы
| Оценки критиков  | Оценки критиков |
| Источник         | Оценка          |
| ---------------- | --------------- |
| AllMusic         | [ 1 ]           |
| Pitchfork        | 8.7/10          |
| PopMatters       | 8/10            |
| Resident Advisor | 4.5/5           |
| Stylus Magazine  | B−              |
| Tiny Mix Tapes   | 4/5             |
| Uncut            | 8/10            |

Альбом получил положительные отзывы критиков.
Хизер Фарес из AllMusic отметил в рецензии, что «Несмотря на то, что дебютный альбом Memoryhouse представил слияние классической музыки, электроники и найденных звуков (стиль, который он называет „пост-классическим“), именно его продолжение, The Blue Notebooks, действительно демонстрирует потенциал стиля и самого Рихтера.
Музыка Рихтера вбирает в себя все звуки, которые оказали на него влияние, но гораздо важнее то эмоциональное воздействие, которое The Blue Notebooks оказывает на слушателей; несмотря на своё высококонцептуальное происхождение, это довольно впечатляющий альбом». И в заключении рецензент написал: «The Blue Notebooks — потрясающий альбом, который стоит послушать не только поклонникам классики и электроники, но и всем, кто ценит вдумчивую, тонко выразительную музыку».
В 2019 году авторы The Guardian назвали The Blue Notebooks («Синие тетради») 21-м величайшим произведением арт-музыки с 2000 года, а Джон Льюис оценил «On the Nature of Daylight» («О природе дневного света») как произведение, в котором «постоянно расширяющиеся слои струнных используются для душераздирающего эффекта».

## Список композиций
Слова и музыка всех песен — Max Richter.
| №                   | Название                    | Длительность |
| ------------------- | --------------------------- | ------------ |
| 1.                  | «The Blue Notebooks»        | 1:19         |
| 2.                  | «On the Nature of Daylight» | 6:11         |
| 3.                  | «Horizon Variations»        | 1:52         |
| 4.                  | «Shadow Journal»            | 8:22         |
| 5.                  | «Iconography»               | 3:38         |
| 6.                  | «Vladimir's Blues»          | 1:18         |
| 7.                  | «Arboretum»                 | 2:53         |
| 8.                  | «Old Song»                  | 2:11         |
| 9.                  | «Organum»                   | 3:13         |
| 10.                 | «The Trees»                 | 7:52         |
| 11.                 | «Written on the Sky»        | 1:40         |
| Общая длительность: | Общая длительность:         | 40:29        |

| №                   | Название                                                                | Длительность |
| ------------------- | ----------------------------------------------------------------------- | ------------ |
| 12.                 | «A Catalogue of Afternoons»                                             | 1:21         |
| 13.                 | «On the Nature of Daylight» (Orchestral Version)                        | 6:36         |
| 14.                 | «Vladimir's Blues 2018»                                                 | 1:30         |
| 15.                 | «On the Nature of Daylight (Entropy)»                                   | 6:54         |
| 16.                 | «Vladimir's Blues» (Jlin Remix)                                         | 3:45         |
| 17.                 | «Iconography» (Konx-Om-Pax Remix)                                       | 3:56         |
| 18.                 | «This Bitter Earth / On the Nature Of Daylight» (with Dinah Washington) | 6:13         |
| Общая длительность: | Общая длительность:                                                     | 70:44        |

## Сертификации
| Регион                                                                      | Сертификация | Продажи |
| --------------------------------------------------------------------------- | ------------ | ------- |
| Великобритания (BPI)                                                        | Серебряный   | 60 000  |
| Данные о продажах + прослушиваниях приведены только на основе сертификации. |              |         |